# Donald Wills Douglas Jr.
Donald Wills Douglas Jr. (Washington, D.C., 3 de julho de 1917 — Riverside, 3 de outubro de 2004) foi um velejador estadunidense, medalhista olímpico. Ele competiu nos Jogos Olímpicos de Verão de 1932 na classe 6 Metre e conquistou a medalha de prata na disputa a bordo do Gallant com Robert Carlson, Temple Ashbrook, Frederic Conant, Emmett Davis e Charles Smith.
Ele foi o presidente da Douglas Aircraft Company, fundada por seu pai Donald Wills Douglas, de 1957 a 1967, quando a empresa se fundiu com a McDonnell Aircraft Corporation. Ele esteve no conselho de administração da Douglas Aircraft de 1953 até a fusão, depois no conselho da McDonnell Douglas de 1967 a 1989. Ele esteve envolvido em outras empresas, incluindo o Capistrano Bank em Orange County, Califórnia, no início da fabricação de software de robótica, e em parcerias imobiliárias. Ele estudou engenharia mecânica na Universidade de Stanford e completou sua educação no Curtiss-Wright Technical Institute em Glendale, Califórnia.